# Soldevila (Artés)
Soldevila és una obra del municipi d'Artés (Bages) inclosa en l'Inventari del Patrimoni Arquitectònic de Catalunya.

## Descripció
Es tracta d'una construcció civil: Masia de planta rectangular que respon a uns dels esquemes clàssics definits per J. Danés. La masia presenta una de les estructures més estables car la seva planta rectangular amb el carener paral·lel a la façana principal orientada a llevant fan força difícil les ampliacions car aquest tipus de masia solen esser de petites dimensions. En aquesta façana de llevant s'obre en el segon pis, a les golfes una galeria de quatre arcs de mig punt sostinguts per pilars. La simetria i l'ordre de la façana primitiva van quedar alterats al construir-se una tribuna modernament.

## Història
La masia és molt probablement una construcció del segle xviii.